# 坑道戦
坑道戦（こうどうせん、英語: Tunnel warfare）とは、敵側の防御構造物の地下へトンネルを掘り進み、そこで支柱に放火して自重により崩壊させるか、または火薬・爆薬の使用によってそれを破壊する戦術である。土竜攻め、金掘り攻めともいう。中国では、挖地道とも呼ばれる。

## 概要
基本的には土木工事であり、目標とする場所までトンネルを掘り進む。目標の下へ到達すると大量の爆薬を運び込み、超巨大地雷として爆破することで敵の陣地や要塞を粉砕する。戦国期の日本においては、主として、城内の水の手を切ったり、曲輪を崩したり、坑道から突撃部隊を送り込む攻城法として用いられた。
長所は敵の妨害を受けにくく破壊力が絶大であること、短所は目標到達までに時間がかかりすぎることである（他、掘削時の騒音や振動で気づかれる場合がある）。
妨害された例としては、松山城合戦（1561年）があり、武田家の金山衆が当城の櫓2つを掘り崩すことに成功するも、上杉軍の反撃により、坑道内に水を流し込まれ、多くの坑夫を溺死させた上、鉄砲の一斉射によって多数が討ち取られている。これに対し、武田軍は坑夫に竹束（防弾盾）を使用させ、金掘攻めを再開し、水の手も切ることに成功している。また、山本勘助が地中に半分以上埋めた水瓶によって、水面の振動で金掘り衆が近づいていることを見破った逸話もある（『甲陽軍鑑』）。
近代戦では敵側も妨害するために坑道を掘り、地中での爆破合戦になった事例も多い。時間がかかるため、数年に亘る長期戦となった事例も多く、第一次世界大戦では3年以上も掘り続けたことすらある。

## 歴史
歴史は古く、ローマ帝国時代にすでに行われていた。また、同時代のフラウィウス・ヨセフスの著書に以前の時代のエルサレムでの例が書かれている。中国では2世紀の易京の戦いにおいて、櫓の柱の半分を空洞にしたのち、放火し、易京城を崩壊させた例があり、3世紀の官渡の戦いでも坑道が掘られたが、盛土から坑道に気づき、水攻めが行われている（前述の松山城合戦の先例、あるいは話のモデルとみられる）。日本人が軍事で地下道を掘った例としては、『日本書紀』雄略天皇8年2月条に、朝鮮半島において、「高麗軍と10日余りこう着状態となり、夜の内に地下道を作り、軍事物資を送り、奇襲を狙った」記述が、軍事面での坑道を掘った文献上の初見（5世紀後半）である。
日本では南北朝（14世紀）から金掘り攻めの例がみられ、戦国期で多用された。1571年の深沢城（現御殿場市）攻めでも武田家が金山衆に複数の坑道を掘らせ、郭を倒壊させた。結果、北条綱成は小田原城の援軍を待たずして、城を捨てる。この他、武田家金山衆は、1573年の野田城（現新城市）攻め、74年の高天神城（現静岡県掛川市）攻め、75年の長篠城（現新城市）攻めに投入された。1593年6月、朝鮮出兵中、晋州城に2万人が籠城していたが、加藤清正勢は金掘りを行い、黒田長政勢も6日かけて掘り、櫓も塀も崩し落とすことに成功したと、『土佐物語』巻第十七「晋州の城 没落の事」に記述がみられる。大坂冬の陣では大坂城に籠城する豊臣側に対して徳川側は黒鍬を用いて坑道を掘り爆薬で天守閣を爆破しようとしている旨脅しを掛けたという説話がある。実際は総構えの破壊･突破を行う為に坑道は掘られ、講和締結時には城門の直下まで掘り進んでいる。この為に佐渡や甲州より金掘衆が動員された（『大日本史料』）。
日露戦争の旅順攻囲戦では日本軍がロシア軍の要塞の直下まで坑道を掘り進めて爆砕している。第一次世界大戦ではメシヌの戦いでイギリス軍が坑道戦を行い地下に仕掛けた600トンの爆弾で1万人以上のドイツ兵を殺傷した。戦後、このとき爆発せずに残っていた火薬が落雷で爆発し、農地に巨大なクレーターを形成する事件が起きている。朝鮮半島では、1974年から90年にかけて韓国で確認された南侵トンネル（北朝鮮が兵士と兵器を運ぶためとみられる）があり、第1から第4トンネルまであり、韓国と北朝鮮の間で銃撃戦も行われたとされる。
最近の事例ではペルー日本大使公邸人質事件がある。掘削時の騒音にテロリストが気付き始めたため、大音量の音楽を流すことで、これをカバーした。
21世紀には、ハマスのパレスチナトンネル戦争では、アメリカ国防総省は、地下戦争に特化した兵士を確保するか、地下戦を軍事訓練に組み込む必要があると述べている。

## 兵法書における記述
上泉信綱伝の『訓閲集』（大江家兵法書を戦国風に改めた兵書）巻五「攻城･守城」の中の「攻城心鑑」に八つの謀（はかりごと）の一つとして、金掘（坑夫）を用いることが記されている。また、「城攻めの事」に、矢倉か将の居殿かを目当てに掘らせ、その土をもって土俵に用いるべしとあり、城近くを掘る時は城中の天井に響かないようにことをはかり、これには口伝があると記している。焼薬を3石、5石もその台に大小によって入れ置き、導火をさして焼き落とす。導火にも口伝があると記す。
金掘をもって城へ通う道を作ることもあり、井戸の水を抜き取ることもあり、その他、金掘には徳が多い、と記述し、火薬以外の利用についても同書は述べている。
同巻五「城を守るの法」において、守城戦の際、「鍛冶、大工、医師、馬医、出家、水練、文者、細工、金掘を城中に置くべし」とも記述されていることから、守城戦でも重視されていたとわかる。
『訓閲集』の記述上、音を響かせないための工夫と導火には口伝による技法があったことがわかる。

## 対策
対策
水堀にしてしまう。掘りにくい地質（固い岩の上、砂地や水が湧きやすい場所）に城壁を立てる。
発見方法
高所である城壁の上から、トンネルが掘られていないか監視する。巡回によって音を聞く、もしくは各所に水が張られた容器を置き水面の波紋で発見する。
対処
水攻め、ガス、煙、埋め戻し。迎え撃つトンネル（Camouflet）を掘り、被害が大きくなる前に迎撃する。掘られて突破される場所に、さらに内壁をつくる。

## 自衛隊
陸上自衛隊では有事の際、自走榴弾砲、多連装ロケットシステムMLRSといった重特科火力を、トンネル状の坑道型陣地から運用することを想定している。そのため施設科部隊には、世界でも珍しい坑道掘削の専門部隊があったが2024年（令和6年）3月に全て廃止された。
- 第301坑道中隊（上富良野駐屯地）第3施設団第14施設群：北部方面隊。2024年（令和6年）3月20日廃止。
- 第302坑道中隊（岩見沢駐屯地）第3施設団第12施設群：北部方面隊。2024年（令和6年）3月20日廃止。
- 第303坑道中隊（船岡駐屯地）第2施設団：東北方面隊。2010年 （平成22年）3月25日廃止。
- 第304坑道中隊（飯塚駐屯地）第5施設団第2施設群：西部方面隊。2024年（令和6年）3月20日廃止。

## 備考
- 竹中重治著伝の兵書『軍法極秘伝書』によれば、坑道内で斬り合いになったと記述される。
- 前述の通り、坑道作戦が敵に気づかれた場合、水攻めや坑道内での戦闘（斬り合いや銃撃）になる（送風機によって一酸化炭素を送り込むなどの毒ガスも一つの手段となる）。
- 川に連結していない水掘であれば、金掘り攻めによる坑道によって、水を抜き取ることが可能である。
- 敵地が市街地で地下鉄道があるなら、坑道をつなげることで労力負担を軽減できる。脱北者の主張の中には、南侵トンネルとソウル地下鉄がつながっているとするものがある[9]。噂の一つ程度の扱いとなっているが、地下鉄なら坑道の掘削時に生じる騒音を紛らわすことが可能である。